# Antoine Cyr
Antoine Cyr (ur. 18 września 1998 w Gatineau) – kanadyjski biegacz narciarski, olimpijczyk.

## Kariera
Po raz pierwszy na arenie międzynarodowej pojawił się 19 grudnia 2015 roku w Craftsbury Outdoor Center, gdzie w zawodach FIS zajął 15. miejsce w sprincie stylem dowolnym. W 2018 roku wystartował na mistrzostwach świata juniorów w Goms, gdzie zajął 11. miejsce w sztafecie, 12. w biegu na 10 km techniką klasyczną, 30. w sprincie stylem dowolnym i 32. w biegu łączonym. Podczas rozgrywanych rok później mistrzostw świata młodzieżowców w Lahti plasował się na 20. pozycji w sprincie techniką klasyczną, 27. na dystansie 30 km stylem klasycznym oraz 38. w biegu na 10 km stylem dowolnym. Jeszcze dwukrotnie startował na imprezach tego cyklu, zajmując między innymi dziewiąte miejsce w sztafecie mieszanej i osiemnaste w biegu na 15 km stylem dowolnym na mistrzostwach świata młodzieżowców w Vuokatti.
W Pucharze Świata zadebiutował 22 marca 2019 roku w Quebecu, gdzie w sprincie stylem dowolnym zajął 66. miejsce. Pierwsze pucharowe punkty wywalczył 13 marca 2021 roku w Engadynie, zajmując 21. miejsce w biegu na 15 km stylem klasycznym.
Wystartował na mistrzostwach świata w Oberstdorfie w 2021 roku, zajmując między innymi siódme miejsce w sprincie drużynowym i dziesiąte w sztafecie. Podczas igrzysk olimpijskich w Pekinie rok później zajmował 5. miejsce w sprincie drużynowym, 11. w sztafecie, 37. w biegu na 15 km techniką klasyczną, 42. w biegu łączonym oraz 56. miejsce w sprincie stylem dowolnym.

## Osiągnięcia

### Igrzyska olimpijskie
| Miejsce | Dzień     | Rok  | Miejscowość | Konkurencja                        | Czas biegu | Strata  | Zwycięzca                   |
| ------- | --------- | ---- | ----------- | ---------------------------------- | ---------- | ------- | --------------------------- |
| 42.     | 6 lutego  | 2022 | Zhangjiakou | 30 km bieg łączony                 | 1:16:09,8  | +9:16,2 | Aleksandr Bolszunow         |
| 56.     | 8 lutego  | 2022 | Zhangjiakou | Sprint stylem dowolnym             | 2:58,06    | —       | Johannes Høsflot Klæbo      |
| 37.     | 11 lutego | 2022 | Zhangjiakou | 15 km stylem klasycznym            | 37:54,8    | +3:22,9 | Iivo Niskanen               |
| 11.     | 13 lutego | 2022 | Zhangjiakou | bieg sztafetowy 4 x 10 km          | 1:54:50,7  | +9:10,4 | Rosyjski Komitet Olimpijski |
| 5.      | 16 lutego | 2022 | Zhangjiakou | Sprint drużynowy stylem klasycznym | 19:22,99   | +22,31  | Norwegia                    |

### Mistrzostwa świata
| Miejsce | Dzień     | Rok  | Miejscowość | Konkurencja                      | Czas biegu | Strata  | Zwycięzca              |
| ------- | --------- | ---- | ----------- | -------------------------------- | ---------- | ------- | ---------------------- |
| 31.     | 25 lutego | 2021 | Oberstdorf  | Sprint stylem klasycznym         | 3:01,30    | —       | Johannes Høsflot Klæbo |
| 27.     | 27 lutego | 2021 | Oberstdorf  | 30 km bieg łączony               | 1:11:33,9  | +4:01,9 | Aleksandr Bolszunow    |
| 7.      | 28 lutego | 2021 | Oberstdorf  | Sprint drużynowy stylem dowolnym | 15:01,74   | +17,06  | Norwegia               |
| 10.     | 5 marca   | 2021 | Oberstdorf  | bieg sztafetowy 4×10 km          | 1:52:39,0  | +4:31,9 | Norwegia               |
| 27.     | 7 marca   | 2021 | Oberstdorf  | 50 km stylem klasycznym          | 2:10:52,9  | +4:38,3 | Emil Iversen           |

### Mistrzostwa świata juniorów
| Miejsce | Dzień       | Rok  | Miejscowość | Konkurencja             | Czas biegu | Strata  | Zwycięzca               |
| ------- | ----------- | ---- | ----------- | ----------------------- | ---------- | ------- | ----------------------- |
| 30.     | 28 stycznia | 2018 | Goms        | Sprint stylem dowolnym  | 2:59,77    | —       | Tom Mancini             |
| 12.     | 30 stycznia | 2018 | Goms        | 10 km stylem klasycznym | 24:58,8    | +1:07,7 | Jon Rolf Skamo Hope     |
| 32.     | 1 lutego    | 2018 | Goms        | 20 km bieg łączony      | 58:45,7    | +4:45,4 | Harald Østberg Amundsen |
| 11.     | 3 lutego    | 2018 | Goms        | Sztafeta 4x5 km         | 50:04,2    | +3:12,8 | Norwegia                |

### Mistrzostwa świata młodzieżowców
| Miejsce | Dzień       | Rok  | Miejscowość    | Konkurencja                            | Czas biegu | Strata  | Zwycięzca               |
| ------- | ----------- | ---- | -------------- | -------------------------------------- | ---------- | ------- | ----------------------- |
| 20.     | 21 stycznia | 2019 | Lahti          | Sprint stylem klasycznym               | 3:21,14    | —       | Erik Valnes             |
| 38.     | 23 stycznia | 2019 | Lahti          | 15 km stylem dowolnym                  | 34:02,8    | +2:56,6 | Jules Lapierre          |
| 27.     | 25 stycznia | 2019 | Lahti          | 30 km stylem klasycznym (start masowy) | 1:17:19,1  | +2:26,8 | Andriej Sobakariow      |
| 28.     | 1 marca     | 2020 | Oberwiesenthal | Sprint stylem dowolnym                 | 2:38,56    | —       | Vebjørn Hegdal          |
| 30.     | 3 marca     | 2020 | Oberwiesenthal | 15 km stylem klasycznym                | 36:26,4    | +3:23,8 | Siergiej Ardaszew       |
| 18.     | 4 marca     | 2020 | Oberwiesenthal | 30 km stylem dowolnym (start masowy)   | 1:12:42,0  | +4:46,8 | Harald Østberg Amundsen |
| 14.     | 7 marca     | 2020 | Oberwiesenthal | bieg sztafetowy mieszany 4×5 km        | 54:40,5    | +4:00,6 | Norwegia                |
| 21.     | 11 lutego   | 2021 | Vuokatti       | Sprint stylem klasycznym               | 3:01,72    | —       | Aleksandr Tierientjew   |
| 18.     | 12 lutego   | 2021 | Vuokatti       | 15 km stylem dowolnym                  | 35:27,6    | +1:31,4 | Hugo Lapalus            |
| 9.      | 13 lutego   | 2021 | Vuokatti       | bieg sztafetowy mieszany 4×5 km        | 52:52,9    | +2:17,1 | Norwegia                |

### Puchar Świata

#### Miejsca w klasyfikacji generalnej
| Sezon     | Miejsce |
| --------- | ------- |
| 2020/2021 | 93.     |
| 2021/2022 | 55.     |
| 2022/2023 | 24.     |
| 2023/2024 | 10.     |
| 2024/2025 | 42.     |